# 李業
李 業（り ぎょう、? - 734年）は、唐の皇族。薛王。恵宣太子。睿宗の五男。もとの名は隆業。

## 経歴
睿宗と王徳妃のあいだの子として生まれた。垂拱3年（687年）、趙王に封じられた。長寿2年（693年）、中山郡王に改封され、都水使者に任じられた。ほどなく彭城郡王に改封された。景龍2年（708年）、陳州別駕を兼ねた。別駕のまま、銀青光禄大夫・太僕寺少卿となった。景雲元年（710年）6月、睿宗が重祚すると、隆業は薛王に進封され、秘書監に任じられ、右羽林大将軍を兼ねた。まもなく宗正寺卿に転じた。学問を好むことから、秘書監に任じられた。のちに玄宗の名と連なるのを避けるため、隆業は業と改名した。先天2年（713年）、李業は玄宗に従って蕭至忠・岑羲らを討った。開元初年、太子少保に任じられ、同州・涇州・豳州・衛州・虢州などの刺史を歴任した。開元8年（720年）、太子太保に転じた。
開元21年（733年）、司徒に進んだ。開元22年（734年）1月、死去した。恵宣太子の位を追贈された。橋陵に陪葬された。

## 子女
- 李瑗（楽安郡王）[5]
- 李瑒（宗正寺卿・滎陽郡王）[5]
- 李琄（嗣薛王、李林甫と対立して左遷された）[5][7]
- 李璨（特進）[8]
- 李璩（特進）[8]
- 李琛[8]
- 李璪[8]
- 李珍（岐王李範の養子となる、嗣岐王）
- 李琇[8]
- 李瓊[8]

## 伝記資料
- 『旧唐書』巻95 列伝第45
- 『新唐書』巻81 列伝第6